# Canthophrys gongota
Canthophrys gongota är en fisk i familjen nissögefiskar som finns i Indien, Nepal och Bangladesh. Den förekommer även som akvariefisk. 

## Utseende
Som alla nissögefiskar är Canthophrys gongota en avlång fisk med en nedåtriktad mun. Kroppen är nästan cylindrisk, avsmalnande, med ögon högt upp på huvudet samt en mun med tjocka läppar och 3 par skäggtömmar. Ovansidan är grönaktig, med oregelbundna, mörka band ner mot den tydliga sidolinjen, medan undersidan är gulvit. Arten kan bli upp till 13 cm lång.

## Vanor
Arten förekommer i grunda, långsamma vattendrag med dy-, sand- eller grusbotten. Den spelar en viktig, ekologisk roll för att kontrollera vatteninsektspopulationen.

## Utbredning
Canthophrys gongota finns i Bangladesh samt i Ganges och Brahmaputras flodområden i Indien (delstaterna Bengal, Assam, Uttar Pradesh, Manipur, Meghalaya och Arunachal Pradesh) samt Nepal.

## Taxonomi
Arten fördes tidigare till släktet Somileptus, men Kottelat överförde den 1998 till Canthophrys

## Akvariefisk
Arten är svår att hålla i akvarier. Den kräver mjukt, lätt surt vatten och en botten med rikligt med sand att gömma sig i. Vanorna är nattliga, och belysningen måste därför vara mycket dämpad. Arten förefaller social, varför flera individer bör hållas i samma akvarium. Andra arter bör däremot inte hållas där, eftersom de riskerar att bli födokonkurrenter till Canthophrys gongota. Denna hoppar gärna, och akvarielocket bör därför vara tättslutande. Som nyintroducerade bör de hållas i ett helt mörkt akvarium, samt få levande eller fruset, upptinat foder, som daphnier och hackade räkor. Senare kan man komplettera med kommersiellt flingfoder, förutsatt att det sjunker ner till bottnen.